# Gare de Whitehall
La  gare de Whitehall est une gare ferroviaire des États-Unis située à Whitehall dans l'État de New York; elle est desservie par l'Adirondack d'Amtrak.

## Service des voyageurs

### Desserte
Elle est desservie par une liaison longue-distance Amtrak :
- L'Adirondack: Montréal - New York